# 豊山町社会教育センター
豊山町社会教育センター（とよやまちょうしゃかいきょういくセンター）は、愛知県西春日井郡豊山町豊場にある社会教育・社会体育施設。1988年（昭和63年）7月31日開館。1階の豊山町公民館と2階の豊山町体育館からなり、豊山町公民館は図書室・郷土資料室などからなる。

## 歴史
1987年（昭和62年）に策定された第2次豊山町総合計画（目標年次昭和75年）には総合センターの建設計画が盛り込まれ、1988年（昭和63年）7月31日に豊山町社会教育センターが開館した。同日には竣工記念式典が行われている。開館時の営業時間は9時から21時であり、図書室のみは9時から16時30分だった。
1991年（平成3年）には「名古屋空港」交差点を挟んだはす向かいに豊山グランドが、道路を挟んだ北側に豊山スカイプールが完成しており、豊山町の社会教育・社会体育施設の整備が完了した。1991年度（平成3年度）の豊山町社会教育センター図書室は約84,000冊の図書を貸出しており、町民1人あたりの貸出数は約6冊だった。1993年（平成5年）4月には毎週金曜日のみ20時30分まで開館とし、その他の曜日よりも4時間も伸ばした。

## 施設

### 図書室
図書室の蔵書は一般書が約65,000冊、児童書が約20,000冊、雑誌が約2,000冊、紙芝居が約1,000点、視聴覚資料が約5,000点である。計12点を2週間借りることができる。
1991年度（平成3年度）末の蔵書数は38,825点、1991年度の貸出数は83,943点、1991年度の貸出者数は28,228人だった。登録率は44%、38,825点という蔵書数は人口1人あたり約3点であり、83,943点という貸出数は人口1人あたり6.2点だった。児童向けにはおはなし会の開催・親子読書会の開催・紙芝居の貸し出しを行い、一般向けには図書室だよりの発行を行っていた。
2000年度（平成12年度）末の蔵書数は80,181点、2000年度の貸出数は60,929点、2000年度の貸出者数は20,548人だった。2010年度（平成22年度）末の蔵書数は85,099点、2010年度の貸出数は43,155点、2010年度の貸出者数は13,246人だった。2016年度（平成28年度）末の蔵書数は85,343点、2016年度の貸出数は43,804点、2016年度の貸出者数は10,917人だった。

### その他
アリーナの床面積は1,363.67m2であり、バスケットボールやバレーボールならコート2面、バドミントンならコート8面を取ることができる。236席の観客席があるほか、シャワールームで汗を流すこともできる。
ホールは336席を収容できる。郷土資料室には農業・養蚕・竹細工などの生活用品などが展示されている。
豊山グランドの面積は10,568m2であり、両翼は91メートルである。夜間照明塔を8基を備えており、夜9時までプレイ可能である。軟式野球の他に、硬式野球、ソフトボール、サッカーもプレイできる。豊山町出身のプロ野球選手であるイチローが大会委員長を務めるイチロー杯争奪学童軟式野球大会は豊山グランドなどで開催されている。豊山スカイプールにはジャンボ滑り台などがあり、夏場は賑わう。

## 利用案内
- 利用時間：図書室は午前10時から午後6時（金曜日は午後8時30分まで）、その他は午前9時から午後9時[1]。
- 休館日：月曜日、年末年始[1]。

## フロア案内
- 1階：事務室、アリーナ、選手審判控室、図書室、幼児遊戯室[1]
- 2階：ホール（可動式336席）、ホール控室、研修室1、研修室2、郷土資料室[1]
- 3階：実習室1、視聴覚室、料理教室、和室、茶室[1]
- 屋外：実習室2[1]